# Черталей
 Черталей  — село в Неверкинском районе Пензенской области. Входит в состав Неверкинского сельсовета.

## География
Находится в юго-восточной части Пензенской области на расстоянии приблизительно 8 км на юг от районного центра села Неверкино.

## История
Известна с 1926 года как поселок.

## Население
| 1926 | 1939 | 1959 | 1979 | 1996 | 2004 | 2010 |
| ---- | ---- | ---- | ---- | ---- | ---- | ---- |
| 95   | ↘85  | ↗137 | ↗148 | ↘126 | ↘122 | ↘108 |